# جيمي بلودورث
جيمي بلودورث (بالإنجليزية: Jimmy Bloodworth)‏ هو لاعب كرة قاعدة أمريكي، ولد في 26 يوليو 1917 في تالاهاسي في الولايات المتحدة، وتوفي في 17 أغسطس 2002 في أبالاتشيكولا في الولايات المتحدة.

## وصلات خارجية
- جيمي بلودورث على موقع دوري كرة القاعدة الرئيسي (الإنجليزية)
- جيمي بلودورث على موقعبيزبول رفرنس.كوم (الدوري الرئيسي) (الإنجليزية)
- جيمي بلودورث على موقعبيزبول رفرنس.كوم (الدوري الثانوي) (الإنجليزية)
- جيمي بلودورث على موقع إي إس بي إن.كوم (أم.أل.بي) (الإنجليزية)
- جيمي بلودورث على موقع مشجعي الرسوم البيانية (الإنجليزية)